# Werner H. Spross
Werner H. Spross (* 3. Juni 1925 in Zollikon; † 3. Juni 2004 in Zürich), häufig auch «Gärtner der Nation» genannt, war ein Schweizer Unternehmer, Investor und Mäzen.

## Leben
Spross wuchs in ärmlichen Verhältnissen auf. In den 1940er-Jahren absolvierte er eine Berufsausbildung beim Solothurner Gartenbauer Rust & Co. Im Alter von nur 21 Jahren übernahm er 1946 von seinem Vater Josef Hugo das von Werners Grossvater 1892 gegründete Gartenbau-Unternehmen. Es stand kurz vor dem Konkurs und zählte sechs Angestellte. Er entwickelte daraus in den folgenden Jahrzehnten die Spross Ga-La-Bau AG (Spross Garten- und Landbau), die heute als Aktiengesellschaft zusammen mit der Debag Zürich, der Spross-Immobilien AG und der Platanus-Gruppe Teil der Spross-Holding AG ist. Zudem spekulierte Spross an der Börse, erlangte ein Vermögen und erhandelte sich eine grössere Zahl an Immobilien in der Schweiz.
Ab den 1960er-Jahren wurde er auch als Sponsor, vor allem auch beim Stadtzürcher Fussballclub Grasshoppers bekannt, aber auch als Förderer behinderter und kranker Menschen und Förderer junger Talente.
Er fand auf dem Friedhof Sihlfeld seine letzte Ruhestätte.